# Jumbo (elefante)
Jumbo (Abissínia, 1861 - 15 de setembro de 1885) foi um grande elefante da savana africana cuja presença sem precedentes na imprensa o tornou consagrado no mundo inteiro. Foi, possivelmente, o maior elefante conhecido, pois, ao morrer, tinha 3,45m e ainda estava em crescimento (elefantes africanos selvagens da mesma idade têm, em média, 2,84m).
Nasceu na Abissínia e foi capturado quando ainda era um jovem elefante de pouco mais de um ano e 1m de altura. Foi levado a Paris com outro exemplar para o colecionador bávaro Johann Schmidt com a finalidade de fazer parte do zoológico do Jardim das Plantas de Paris. Em 1865, foi transferido ao zoo de Londres, onde se tornou uma das principais atrações, inclusive levando visitantes em passeios. Em 1882, quando concluiu-se que ele poderia ser uma ameaça ao público, Jumbo foi vendido para o circo de Phineas Taylor Barnum.
Morreu em 1885, aos 24 anos, após uma colisão misteriosa com uma locomotiva na cidade de St. Thomas, em Ontário, no Canadá. Sua ossatura está exposta no Museu Americano de História Natural.
Uma lenda ainda em vida, permaneceu famoso após a sua morte e ainda evoca o gigantesco. Jumbo foi durante muito tempo o mascote oficial da norte-americana Universidade Tufts. Inspirou o desenho Dumbo, da Disney, e deu origem ao apelido do avião Boeing 747, devido ao tamanho deste.